# Bronsvingeduvor
Bronsvingeduvor (Henicophaps) är ett fågelsläkte i familjen duvor inom ordningen duvfåglar. Släktet omfattar endast två arter som förekommer på och kring Nya Guinea:
- Svart bronsvingeduva (H. albifrons)
- Bismarckbronsvingeduva (H. foersteri)

Observera att fjällig spegelduva (Phaps chalcoptera) tidigare kallades vanlig bronsvingeduva.